# グエン・キム・ホン
グエン・キム・ホン（ベトナム語：Nguyễn Kim Hồng、漢字：阮金紅、1980年5月15日 - ）は、ベトナム生まれ、結婚を機に台湾国籍を得た女性映画監督である。

## 人物
台湾で2017年に封切りされた『再見  可愛陌生人』（共同監督・製作はグエンの配偶者の蔡崇隆）は、2013年発表の前作の続編で、台湾で働くベトナム人出稼ぎ労働者の苦労を追った。またドキュメンタリー作品のデビュー作は『失婚記』である。
グエンは創作の主題に関わる社会活動に参加し、移住労働者（出稼ぎの外国人労働者）の脱走と不法就労を取り上げた2016年作品より、その支援をするハーフウェイ・ハウスに協力。自らの経験に照らし家庭内暴力（DV）をこうむり離婚に至る女性たちに注目したことから、住まいのある地域でDV被害者を支える活動に加わる。

## 受賞歴
- 2014年 ゴールデンハーベスト短編映画賞の最優秀ドキュメンタリー賞 『可愛陌生人』（2013年・Dear People）に対して。
- 2017年 第15回台北映画祭 『再見  可愛陌生人』に対して[3]。

### 注
1. ↑  2017年に台湾の出稼ぎ外国人労働者は60万人超に達し[5]、就労仲介業者あるいは雇用者とのトラブルで職場を離れ、仲介業者への借金返済のため帰国せずに不法就労により返済をしようとする事例について、人権庇護のため出入国法の改正をみる。